# ميسرا سي
ميسرا سي ( MISRA C ) هي مجموعة من قواعد وضوابط البرمجة بلغة السي وضعتها Motor Industry Software Reliability Association لتحسين جودة البرامج وتحصينها ضد الأخطاء في ميدان صناعة السيارات.

## مؤلفات
- MISRA: MISRA-C:2004 - Guidelines for the use of the C language in critical systems, ISBN 0-9524156-2-3 (PDF: 095241564X)

## وصلات خارجية
- MISRA Homepage
- MISRA C website